# Mitch Hewer
Mitchell Scott „Mitch” Hewer (ur. 1 lipca 1989 w Bristolu) – angielski aktor, znany głównie z roli Maxxie – nastolatka homoseksualisty w serialu stacji E4 – Kumple.

## Życiorys
Wychowywał się z siostrą Samanthą. Uczęszczał do South Gloucestershire and Stroud College i Filton College’s South West Academy of Dramatic Arts (SWADA).
Wystąpił w wideoklipie „The Club” (2007) Lisy Morgan. Mitch był na T4 na plaży z innymi aktorami z serialu Kumple (Skins).
W następnych seriach Skins wątki postaci granej przez Mitcha zostaną rozbudowane. W grudniu 2007 Hewer pokazał się na okładce magazynu dla gejów – „Attitude”. Wystąpił również w „Gay’s on TV special”, w którym występowali również inni aktorzy z seriali: Kumple, Życie w Hollyoaks, Coronation Street i Shameless.

## Filmografia
- 2007-2008: Kumple (Skins) jako Maxxie Oliver
- 2008: Britannia High jako Danny Miller
- 2016-2017: Na sygnale (Casualty) jako Mickey Ellisson